# Jim Lackey
James McGee „Jim“ Lackey (* 5. März 1936 in Lincolnton, North Carolina; † 9. März 2013 in Charlotte, North Carolina) war ein US-amerikanischer Jazz-Schlagzeuger und Bandleader.
Lackey begann mit 14 Jahren Schlagzeug zu spielen. Nach Besuch der Hickory High School leistete er 1954–56 seinen Militärdienst bei der US-Marine ab; anschließend studierte er am Lenoir Rhyne College. Im Laufe seiner Karriere als professioneller Musiker arbeitete er u. a. mit Loonis McGlohon und im Glenn Miller Orchestra unter der Leitung von Ray McKinley, in dem er bei der Amtseinführung von Präsident John F. Kennedy 1961 spielte. Außerdem spielte er mit dem Tommy Dorsey Orchestra und als Begleitmusiker von Judy Garland und Etta James. 25 Jahre war er Leiter der 7th Street Gator Band mit der er im Restaurant Cajun Queen in seinem Wohnort Charlotte auftrat. Lackey, der zwischen 1961 und 1987 bei 23 Aufnahmesessions mitwirkte, ist auch bei Aufnahmen von Jackie Cain (So Many Stars), Teddi King und Jim Stack zu hören.